# Kruso
Der 2014 erschienene Roman Kruso von Lutz Seiler spielt auf der Insel Hiddensee im Milieu der Saisonarbeiter und gesellschaftlichen Aussteiger zur Zeit des Zusammenbruchs der DDR 1989. Er erzählt die Geschichte der Freundschaft zwischen dem Germanistik-Studenten Edgar Bendler und dem Küchenmitarbeiter Alexey Krusowitsch, genannt Kruso, der in der Gemeinschaft der Saisonarbeiter als Autorität anerkannt ist. Beide sind vom Verlust eines ihnen nahe stehenden Menschen traumatisiert. Kruso entwickelt eine Freiheits-Utopie, in deren Sog Edgar gerät. Gemeinsam kümmern sie sich um die „Schiffbrüchigen“ – all jene, die mit dem Staat abgeschlossen haben oder auf verschiedene Weisen gescheitert sind. Zwischen beiden Männern wächst eine tiefe Freundschaft, die sie fast übersehen lässt, dass rings um sie der Staat zerbricht und immer mehr Gefährten das Land verlassen. Kruso wird darüber krank; Ed übernimmt seine Aufgabe.
Seilers Roman zeichnet sich durch eine hohe sprachliche Genauigkeit aus und verbindet historische Konkretheit mit surrealen Zügen. Im Erscheinungsjahr erhielt der Roman den Uwe-Johnson-Preis sowie den Deutschen Buchpreis.

## Historischer Hintergrund

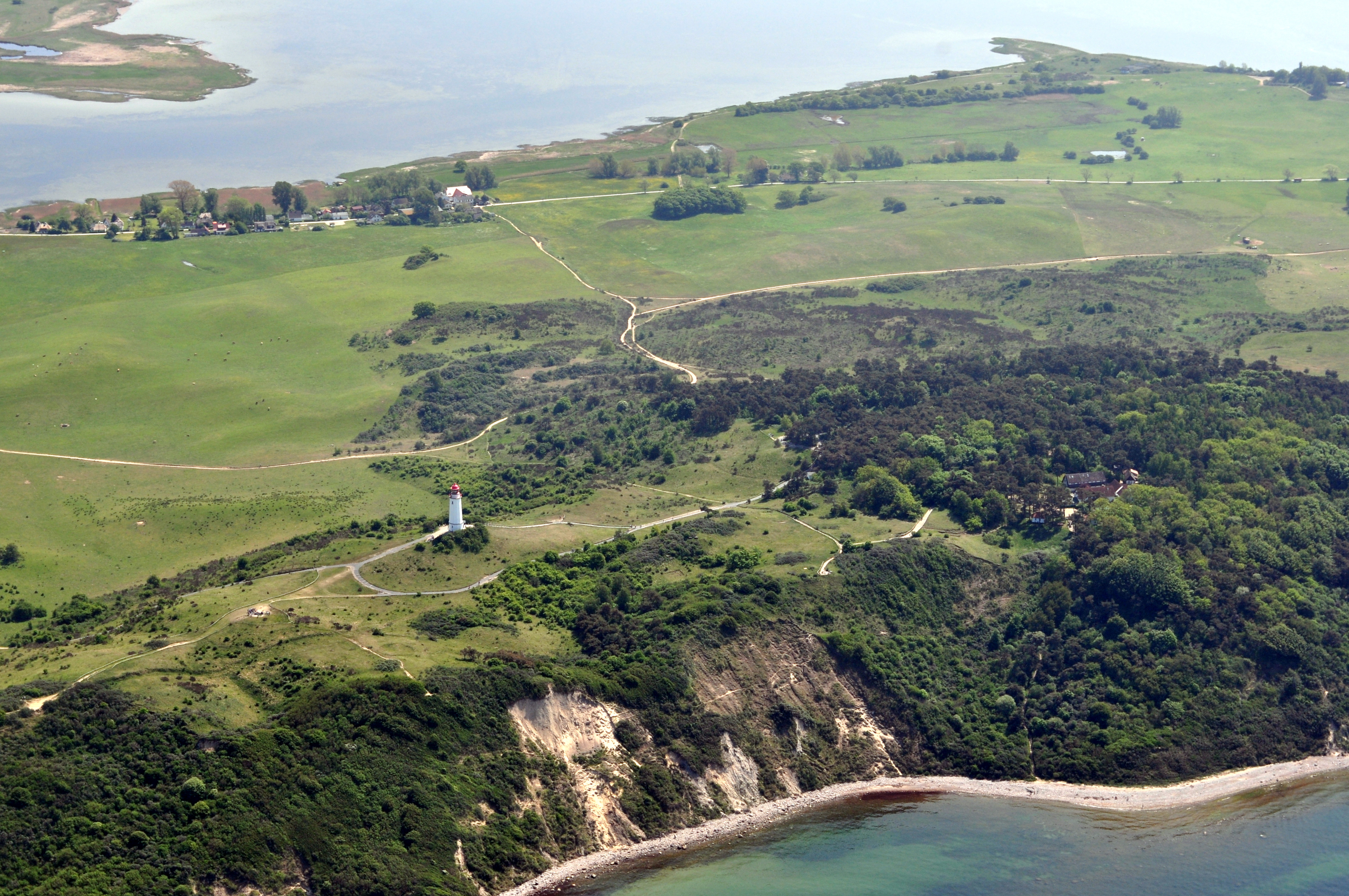
Mittlerer und höchster Teil des Dornbusch auf Hiddensee: links der Leuchtturm Dornbusch, rechts im Wald die Gebäude der Gaststätte Zum Klausner

Die Handlung spielt hauptsächlich auf dem Dornbusch, dem nördlichen Teil der Insel Hiddensee. Diese Insel galt in der DDR als Nische für Andersdenkende und Aussteiger, die im Sommer oft in Hotels, Restaurants oder als Rettungsschwimmer arbeiteten. Auf der kleinen Insel waren sie gut zu kontrollieren, und trotz teilweise offener Stasi-Beobachtung wurden manche Vorfälle und Treffen hingenommen. Auf Hiddensee herrschte ein intellektuelles Klima, und Künstler, Schriftsteller, Schauspieler, Musiker und Wissenschaftler zogen sich hierhin zurück. Diesen Schauplatz als „Sehnsuchtsort der Freiheit“ im Jahr 1989 spiegelt Lutz Seiler historisch genau wider. Hiddensee wird in seinem Roman zur Insel „außerhalb der Zeit“ und die Ausflugsgaststätte Zum Klausner zur letzten Bastion einer idealisierten Freiheit innerhalb des Sozialismus.
Reale Vorbilder, die als Anregungen für die Romanfiguren dienten, sind etwa Aljoscha Rompe, der Sänger der DDR-Punkband Feeling B, sowie dessen Stiefvater, der Wissenschaftler Robert Rompe, aber auch der „Urklausner“ Alexander Ettenburg. Seiler verwebt in einem Kapitel einen der real stattgefundenen Auftritte, die Rompe mit seiner Band am Strand von Hiddensee hatte, mit der fiktiven Geschichte, ohne jedoch den Namen Feeling B zu verwenden. Zudem lässt Seiler zahlreiche Menschen, die auf Hiddensee als Saisonkräfte tätig waren, als Romanfiguren in seine Erzählung einfließen.
Auch der Autor arbeitete im Sommer 1989 im „Klausner“ als Abwäscher.

## Handlung
Nach dem Verschwinden seines Katers, der ihm als Einziges von seiner verunglückten Freundin geblieben war, verlässt der 24-jährige Germanistik-Student Edgar seinen Studienort Halle und fährt nach Hiddensee, um dort zumindest den Sommer zuzubringen. In der Ausflugsgaststätte Zum Klausner (die bis heute existiert) erhält er Arbeit als Abwäscher und lernt Alexey Krusowitsch kennen.
Kruso, auch Aljoscha oder Losch genannt, ist der Sohn eines sowjetischen Generals und einer verunglückten Zirkusartistin. Seit seine Schwester ihn als Kind am Strand zurückließ und nicht zurückkehrte (ob es ein Unfall oder ein Fluchtversuch war, lässt das Buch offen), ist Kruso traumatisiert. Er versucht, die „Esskaas“ („SKs“, Abkürzung für „Saisonkräfte“) und „Schiffbrüchigen“ – die gesellschaftlich Enttäuschten – von der Flucht abzuhalten. Kruso bietet ihnen als Alternative zur Flucht drei Tage auf der Insel. Mit einem Initiationsritual, das aus (illegaler) Beherbergung, der „heiligen Suppe“ und einer Waschung besteht, werden sie in die Gemeinschaft der Schiffbrüchigen aufgenommen. Kruso glaubt, dass sie durch das Ritual die Wurzel ihrer inneren Freiheit verspüren und so aufs Festland zurück können, bis eines Tages die „Quantität in Qualität umschlägt“ und „das Maß der Freiheit in den Herzen die Unfreiheit der Verhältnisse mit einem Schlag übersteigt“. Grundsätze seiner Utopie sind die Akzeptanz jedes Einzelnen sowie Solidarität und Gemeinschaftlichkeit. Es ist eine Art Urkommunismus, den er mitten im zerbröckelnden „realen Sozialismus“ beschwört.
Ed wird von Kruso zunehmend einbezogen in die Rituale, die als Ausdruck einer Lebenshaltung die Crew des Klausners auf besondere Weise zusammenschweißen. Ed erlebt seine sexuelle Initiation, muss jedoch begreifen, dass dies keineswegs im Zentrum der Idee Krusos steht. Die gemeinsame Liebe zur Literatur – beide schreiben Gedichte – und der Verlust eines geliebten Menschen lassen Ed und Kruso zunehmend zu einer untrennbaren Gemeinschaft werden.
Die Vorgänge im Sommer 1989, als immer mehr Menschen über Ungarn oder über die deutsche Botschaft in Prag versuchten, in den Westen zu gelangen, werden durch das Radio Viola in die abgeschottete Welt des Klausners gespült, von den Klausnern zunächst jedoch kaum wahrgenommen. Bei verbotenen West-Büchern, der Rezitation von Gedichten Georg Trakls und eigenen literarischen Produkten erleben die Protagonisten „wie in einem fiebrigen Traum“ die letzten Tage der DDR. Die anarchische Freiheit erweist sich jedoch letztlich als „kollektive Selbsttäuschung“: Grenztruppen und Staatssicherheit kontrollieren die Insel und stecken auch den Rahmen der Freiheits-Utopie ab, wessen sich allerdings zumindest Kruso bewusst ist.
Das anfängliche Bild des Klausners als Schiff und als schützende Arche wird zunehmend zur Metapher für das „sinkende Schiff“, das von der Besatzung verlassen wird. Als die Westgrenzen offen sind, bleiben von der utopischen Gemeinschaft nur noch Ed und Kruso übrig. Zu zweit versuchen sie, das Schiff auf Kurs zu halten.
Verunsicherung, Gerüchte und Vertrauensverluste unterminieren nicht nur das Fundament der Freiheitsidee Krusos, sondern auch die Freundschaft zwischen ihm und Ed. Kruso ist schwer verstört durch die Infragestellung seiner Utopie und den Zerfall der Gemeinschaft des Klausners. Nach und nach driftet er in den Wahn ab. Als er Ed körperlich attackiert, weil er sich von ihm verraten fühlt, verletzt er sich schwer. Ed pflegt ihn. Da die Ärztin der Insel in den Westen geflohen ist, informiert ein Staatssicherheits-Mann Krusos Vater, der sofort nach Hiddensee eilt und seinen Sohn auf einen sowjetischen Panzerkreuzer bringen lässt. Unter Salutschüssen, die an den Panzerkreuzer Aurora und den Beginn der Oktoberrevolution erinnern, wird Kruso „heim geholt“. Edgar, nun vollkommen allein, übernimmt den Klausner und rekonstruiert den Gedichtband Krusos, der in den Wirren der letzten Wochen verloren gegangen war. Am 12. November erfährt er durch das Radio, dass die Grenzen seit Tagen offen sind.
Im Epilog erzählt die Figur Ed stellvertretend von der Recherche Lutz Seilers bei dänischen Behörden nach den 174 DDR-Flüchtlingen, die seit 1961 in der Ostsee umgekommen waren. Er kann die Identität der anonymen Todesopfer jedoch nicht klären; nur die Romanfigur „Speiche“ wird eindeutig identifiziert.

## Sprache und Gestaltung
Lutz Seiler gilt gegenwärtig als einer der bedeutendsten deutschsprachigen Lyriker. Er schrieb auch Essays und Erzählungen. Kruso ist Lutz Seilers Roman-Debüt. Die Buchpreis-Jury urteilte: Sein „erster Roman überzeugt durch seine vollkommen eigenständige poetische Sprache, seine sinnliche Intensität und Welthaltigkeit“. „Anschaulich bis zum Ekel beim Lesen sind die Szenen in der Abwaschküche, wenn Teller vorgereinigt werden oder Abflüsse verstopfen. Alles in dem Roman ist nicht nur zu lesen, sondern zu hören, zu riechen, zu schmecken.“ Weiter wird eine „lyrische, […] ins Magische spielende[n] Sprache“ hervorgehoben. Das Changieren zwischen einer geradezu minutiös geschilderten Realität und surrealen Gegenwelten hat Züge des Magischen Realismus.
Roman Bucheli hält in seiner Rezension in der NZZ fest: „Lutz Seiler schreibt mit «Kruso» einen Roman über die Wende von 1989, schafft aber das Kunststück, eine ganz andere Geschichte zu erzählen“. Die Bindungen an das politische Bezugssystem seien vage und lose. „Erst daraus jedoch entsteht die poetische Provokation: Weil der Roman – ähnlich wie in der Diskrepanz zwischen der ausgesparten Zeitgeschichte und den erzählten individuellen Schicksalen – seinen Impetus aus der Verweigerung eindeutiger Gesten schöpft“.
Für Christoph Schröder von der  taz ist das Buch daher ein Beispiel für anhaltend unterschiedliche Tendenzen in der deutschen Literatur: Bekennen sich westdeutsche Autoren zu einem hemmungslosen Realismus, „führen ostdeutsche Schriftsteller im Grunde genommen die literarische Verstellung, die Undercover-Arbeit auf halbwegs sicherem Terrain, zu der die DDR sie gezwungen hat, bis heute fort“.
Der Roman enthält zahlreiche intertextuelle Bezüge und Anspielungen. Die Freundschaft zwischen Kruso und Ed ist nach dem Vorbild der Beziehung von Robinson Crusoe und dessen Gefährten Freitag aus Daniel Defoes Roman Robinson Crusoe gestaltet. Des Weiteren spielen Georg Trakls Lyrik und seine vermutlich inzestuöse Beziehung zu seiner Schwester, Uwe Johnsons Roman Mutmassungen über Jakob, Michail Bulgakows Der Meister und Margarita, der Selbstfindungsprozess des Edgar Wibeau aus Ulrich Plenzdorfs Die neuen Leiden des jungen W., die Gedichte Rimbauds und zahlreiche andere literarische Verweise eine Rolle.

## Ausgaben
- Lutz Seiler: Kruso. gebundene Buchausgabe. 5. Auflage. Suhrkamp, 2014. (eine Woche lang im Jahr 2014 auf dem Platz 1 der Spiegel-Bestsellerliste)
- Lutz Seiler: Kruso. 9 Audio-CDs. Gekürzte Lesung von Franz Dinda. NDR Kultur, Hörbuch, Hamburg 2014.

## Theater-Adaptionen
- Kruso. Stück von Dagmar Borrmann nach dem Roman von Lutz Seiler, Uraufführung am 25. September 2015 am Theater Magdeburg, Regie: Cornelia Crombholz.[16][17] Weitere Inszenierung: Hans Otto Theater Potsdam, Premiere: 15. Januar 2016, Regie: Elias Perrig.[18]
- Kruso. Nach dem gleichnamigen Roman von Lutz Seiler, für die Bühne bearbeitet von Petra Paschinger und Caro Thum, Premiere am 6. November 2015 bei Theater&Philharmonie Thüringen, Regie: Caro Thum.[19][20]
- Kruso. Schauspiel nach dem Roman von Lutz Seiler, in der Spielfassung von Hannes Hametner und Sascha Löschner, Premiere am 30. September 2016 am Theater Vorpommern, Greifswald, Regie: Hannes Hametner[21]
- Kruso nach dem Roman von Lutz Seiler für die Bühne bearbeitet von Armin Petras und Ludwig Haugk. Premiere am 1. Oktober 2016 am Schauspiel Leipzig, Regie: Armin Petras[22]

## Hörspiel
- Kruso. Nach dem gleichnamigen Roman von Lutz Seiler. Bearbeitung: Ulrich Gerhardt. Regie: Ulrich Gerhardt. Sprecher: Jens Harzer. Komponist: Daniel Dickmeis. Produktion: DKultur/MDR 2015. Erstsendung am 29. Juni 2015[23]

## Verfilmung
Die Filmrechte für den Stoff wurden 2015 an die UFA FICTION (Geschäftsführer: Nico Hofmann) vergeben, die bereits Uwe Tellkamps Roman Der Turm erfolgreich verfilmt hat. Auch hier schrieb Thomas Kirchner das Drehbuch. Regie führte Thomas Stuber. Im September und Oktober 2017 fanden die Dreharbeiten in Litauen in Klaipėda und auf der Kurischen Nehrung statt. Der Film Kruso mit Albrecht Schuch in der Rolle des Kruso und Jonathan Berlin als Ed wurde am 26. September 2018 im Fernsehsender Das Erste gesendet. Ihn sahen 3,27 Millionen Zuschauer, das sind 11,2 Prozent Marktanteil.